# В'юхово (Клинський район)
Село В'юхово — село у складі міського поселення Клин Клинського району Московської області Російської Федерації.

## Розташування
Село В'юхово входить до складу міського поселення Клин. Найближчі населені пункти Владикіно, Березіно.

## Населення
Станом на 2010 рік у селі проживало 15 людей.